# Влкас
Влкас (словац. Vlkas) — село, громада округу Нове Замки, Нітранський край. Кадастрова площа громади — 6.7 км².
Населення 327 осіб (станом на 31 грудня 2019 року).

## Історія
Влкас згадується 1231 року.

## Населення
| Рік:            | 1994. | 2004.    | 2014.   | 2024.   |
| --------------- | ----- | -------- | ------- | ------- |
| Кількість осіб: | 380   | 307      | 334     | 303     |
| Різниця:        |       | -19,21 % | +8,79 % | -9,28 % |

| Рік:            | 2023. | 2024.   |
| --------------- | ----- | ------- |
| Кількість осіб: | 316   | 303     |
| Різниця:        |       | -4,11 % |